# 関数解析学
関数解析学（かんすうかいせきがく、英: functional analysis、仏: Analyse fonctionnelle、函数解析学とも書かれる。別名は位相解析学。）は数学（特に解析学）の一分野で、フーリエ変換や微分方程式、積分方程式などの研究に端を発している。特定のクラスの関数からなるベクトル空間にある種の位相構造を定めた関数空間や、その公理化によって得られる線形位相空間の構造が研究される。主な興味の対象は、様々な関数空間上で積分や微分によって定義される線型作用素の振る舞いを通じた積分方程式や微分方程式の線型代数学的取り扱いであり、無限次元ベクトル空間上の線型代数学と捉えられることも多い。また、無限次元空間上での微分 (フレシェ微分など) を扱うため、無限次元空間上での微分積分学という捉え方も可能である。

## 名前の由来
1880年代に変分法の研究の中で関数の集合から実数への写像という考え方が出てきた。この写像をヴォルテラは汎関数（functional）と呼んだ。ピンケルレ、ヴォルテラ、アスコリ、アルツェラなどのイタリアの数学者たちは、汎関数の解析学の構築をもくろんだ。フランスのポール・レヴィがこの解析学の一分野を関数解析（functional analysis）と呼ぶようになり、この用語が定着した。

## 応用
関数解析の中でも特にヒルベルト空間論は量子力学の数学的基礎である。また、コンピュータが高度に発達した現代においては数値解析（特に有限要素法、精度保証付き数値計算）において微分方程式の解の存在を議論するためなどに使われる他、機械学習にも応用される。

## 主な研究者

### 海外
- リース・フリジェシュ
- ステファン・バナッハ
- ダフィット・ヒルベルト
- イズライル・ゲルファント
- ピーター・ラックス

### 日本
- 加藤敏夫
- 吉田耕作
- 藤田宏
- 増田久弥

### 微分
- フレシェ微分
- ガトー微分
- 汎関数微分

### 関数解析の定理
- リースの表現定理
- バフスカ＝ラックス＝ミルグラムの定理
- フレドホルムの定理
  - フレドホルムの交代定理
- ニュートン＝カントロビッチの定理
- サードの定理
- ベールの範疇定理
- 開写像定理
- ハーン-バナッハの定理

#### 不等式
- ソボレフ不等式
- ポアンカレ不等式
- フリードリヒの不等式
- ベッセルの不等式

#### 不動点定理
- バナッハの不動点定理
- ブラウワーの不動点定理
- 無限次元空間における不動点定理

### 関数空間
- バナッハ空間
  - バナッハ空間の一覧
- ヒルベルト空間
- ソボレフ空間
- ハーディ空間

### 作用素
- コンパクト作用素
  - ヒルベルト空間上のコンパクト作用素
- ヒルベルト＝シュミット作用素
- フレドホルム作用素
- 随伴作用素
- 射影作用素
- 閉作用素
- 微分作用素
- 積分作用素

### 関連分野
- フレドホルム理論
- 作用素論
- 作用素環論
- フーリエ解析
- 実解析

#### 半群
- 解析半群
- C0半群

### 洋書

#### 英語
- Kantorovich, L. V., & Akilov, G. P. (1982). Functional Analysis en:Pergamon Press. University of Michigan.
- Yosida, K. (1995). Functional Analysis. Springer Berlin Heidelberg.
- Brezis, H. (2010). Functional Analysis, Sobolev Spaces and Partial Differential Equations. en:Springer Science & Business Media.
- Adams, R. A., & Fournier, J. J. (2003). Sobolev Spaces. Elsevier.
- Deimling, K. (2010). Nonlinear functional analysis. Courier Corporation.
- Berger, M. S. (1977). Nonlinearity and functional analysis: lectures on nonlinear problems in mathematical analysis. en:Academic Press.
- Schwartz, J. T., Schwartz, L., & Karcher, H. (1969). Nonlinear functional analysis. en:CRC Press.
- Zeidler, E., Nonlinear Functional Analysis and Its Applications I-V. en:Springer Science & Business Media.
- Zeidler, E. (2012). Applied functional analysis: main principles and their applications. en:Springer Science & Business Media.
- Zeidler, E. (2012). Applied functional analysis: applications to mathematical physics. en:Springer Science & Business Media.
- Collatz, L. (2014). Functional analysis and numerical mathematics. en:Academic Press.
- Ramon Moore & Michael Cloud (2007), Computational Functional Analysis, 2nd Ed., Woodhead Publishing.
- Lebedev, V. I. (2000). Functional analysis and computational mathematics. Moscow: Fizmatlit.
- DeVito Carl. L. (1990). Functional Analysis and Linear Operator Theory, Addison-Wesley, ISBN 0-201-11941-2.
- Adam Bowers (2024). Nigel Kalton’s Lectures in Nonlinear Functional Analysis, AMS, ISBN 978-1-4704-7347-1.

#### フランス語
- en:Haïm Brezis, Analyse fonctionnelle - Théorie et applications, Dunod, 2005.

### 和書
- 吉田耕作：「近代解析」、共立出版（基礎数学講座20巻）、(1956年2月25日)。※　復刊版は2014年7月。
- 吉田耕作、河田敬義、岩村聯：「位相解析の基礎」, 岩波書店 ISBN 978-4-00-005025-8 (1960年2月29日).
- トレーブ：「位相ベクトル空間・超関数・核 <上>」、吉岡書店、ISBN 4-8427-0165-X (1973年9月15日).
- 前田周一郎：「函数解析」、森北出版 (1974年).
- トレーブ：「位相ベクトル空間・超関数・核 <下>」、吉岡書店、ISBN 4-8427-0178-1（1976年2月25日).
- エス・ゲー・クレイン（編）：「増訂新版　関数解析」、総合図書 (1976年8月10日).
- コルモゴルフ、フォミーン：「函数解析の基礎 [原書第4版]（上）」、岩波書店 (1979年10月12日).
- コルモゴルフ、フォミーン：「函数解析の基礎 [原書第4版]（下）」、岩波書店 (1979年11月9日).
- 村上温夫：「関数解析」、朝倉書店 (1980年5月30日).
- 黒田成俊：「関数解析」、共立出版、ISBN 4-320-01106-6 (1980年11月10日).
- 高橋渉：「非線形関数解析学：不動点定理とその周辺」、近代科学社、ISBN 4-7649-1008-X (1988年5月30日).
- ハイム・ブレジス：「関数解析」、産業図書、ISBN 4-7828-0507-1 (1988年10月25日).
- 藤田宏、黒田成俊、伊藤清三、「関数解析」、岩波書店、ISBN 978-4-00-007810-8 (1991年2月8日)。
- 増田久弥：「関数解析」、 裳華房、ISBN 978-4-7853-1407-1 (1994年6月15日).
- 州之内治男：「改訂 関数解析入門」，サイエンス社、ISBN 4-7819-0742-3 (1994年11月10日).
- 加藤敏夫：「復刊 位相解析：理論と応用への入門」、共立出版、ISBN 978-4-320-01666-8（2001年1月15日).
- 竹之内脩:「函数解析」、朝倉書店、ISBN 978-4-254-11657-1 (2004年3月15日).　初版1968年？
- 岡本久、中村周：「関数解析」、岩波書店、ISBN 978-4-00-005197-2 (2006年1月26日).
- 藤田宏：「理解から応用への 関数解析」、岩波書店、ISBN 978-4-00-005201-6 (2007年3月9日).
- 山田功：「工学のための関数解析」、数理工学社、ISBN 978-4-901683-62-3 (2009年5月10日).
- 増田久弥(編)：「応用解析ハンドブック」、シュプリンガ－・ジャパン、ISBN 978-4-43110042-3 (2010年2月).
- 新井仁之：「新・フーリエ解析と関数解析学」、培風館、ISBN 978-4-563-01141-3 (2010年6月30日).
- 宮寺功：「関数解析」、筑摩書房（筑摩学芸文庫）ISBN 978-4-480-09889-4（2018年11月8日）.
- 荷見守助、長宗雄、瀬戸道生：「関数解析入門 : 線型作用素のスペクトル」、内田老鶴圃、ISBN 978-4-7536-0089-2 (2018年).
- 泉正巳：「数理科学のための 関数解析学」、サイエンス社、ISBN 978-4-7819-1532-6 (2021年12月25日).
- 吉田伸生：「関数解析の基礎」、裳華房、ISBN 978-4-7853-1599-3 (2023年8月25日).
- 竹内慎吾：「数学のとびら 関数解析：基本と考え方」、裳華房、ISBN 978-4-7853-1210-7 (2023年10月10日).

#### 解説記事
- 吉田耕作 (1982)：「函数解析 50 年」、数学、vol.34，no.4，pp.354-364.

#### 数値解析との関係を解説する文献
- 柴垣和三雄：「関数解析と数値解析入門」、森北出版、ISBN 978-4-627-00340-8 (1973年10月20日).
- 大石進一 (1997)：「非線形解析入門」, コロナ社 、ISBN 978-4-339-02600-9 (1997年4月25日). （PDEに対する精度保証付き数値計算に用いる関数解析の知識を詳述している）
- 鈴木千里：「数値関数解析の基礎」、森北出版、ISBN 978-4-627-07521-4（2001年6月).